# Powiat gostyniński

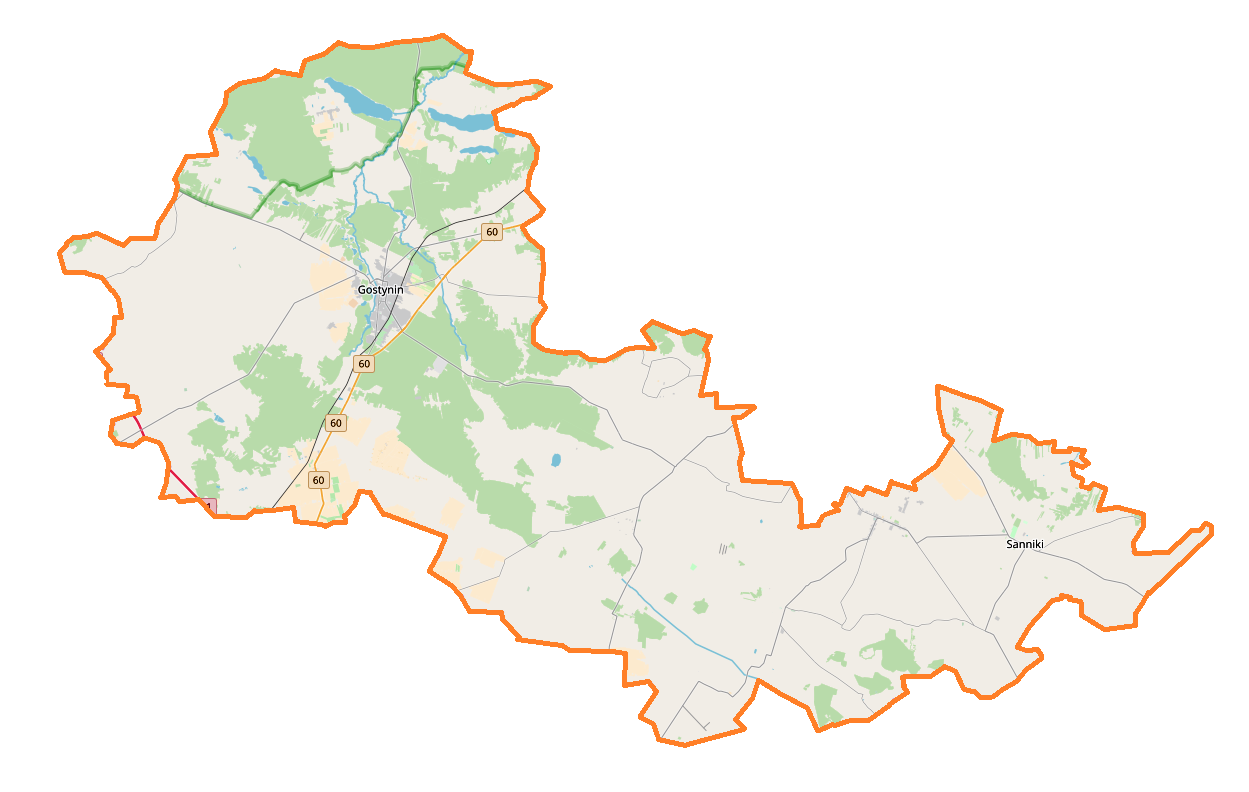
Mapa powiatu

Powiat gostyniński – powiat w Polsce (w zachodniej części województwa mazowieckiego), utworzony w 1999 roku w ramach reformy administracyjnej. Jego siedzibą jest miasto Gostynin.
W skład powiatu wchodzą:
- gminy miejskie: Gostynin
- gminy miejsko-wiejskie: Sanniki
- gminy wiejskie: Gostynin, Pacyna, Szczawin Kościelny
- miasta: Gostynin, Sanniki

Według danych z 31 grudnia 2019 roku powiat zamieszkiwało 44 899 osób. Natomiast według danych z 30 czerwca 2020 roku powiat zamieszkiwało 44 761 osób.

## Demografia

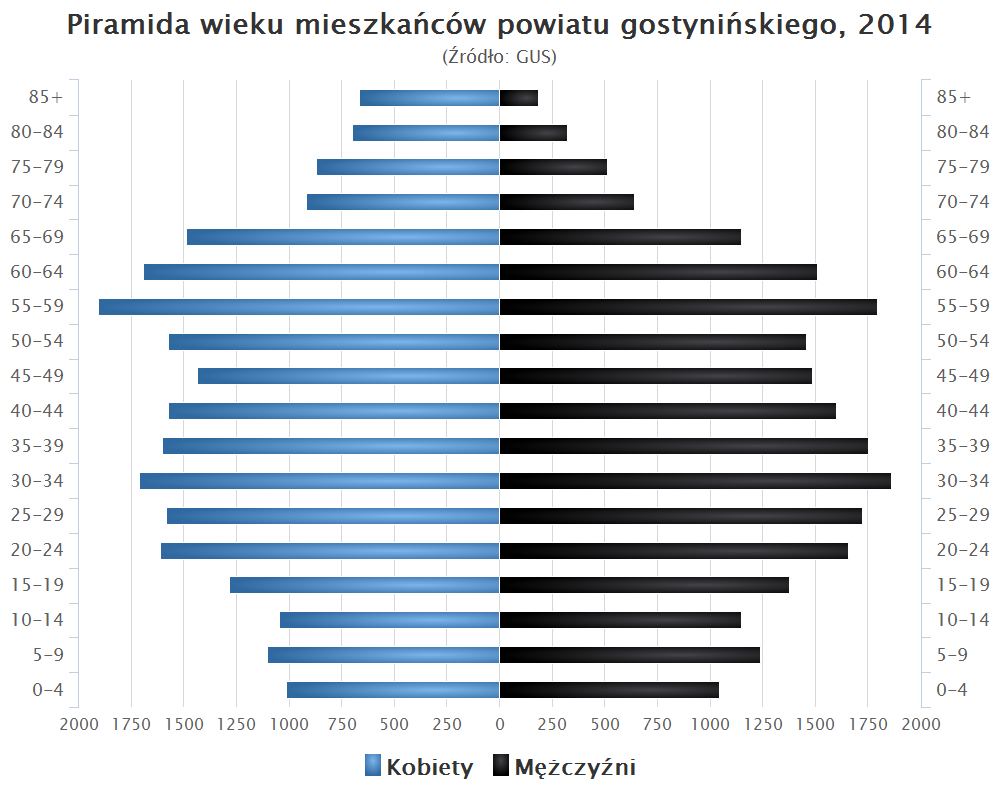
Piramida wieku mieszkańców powiatu gostynińskiego w 2014 roku

Liczba ludności (dane z 31 grudnia 2012):
|        | Ogółem | Ogółem | Kobiety | Kobiety | Mężczyźni | Mężczyźni |
| osób   | %      | osób   | %       | osób    | %         |           |
| ------ | ------ | ------ | ------- | ------- | --------- | --------- |
| Ogółem | 46 627 | 100    | 23 922  | 51,31   | 22 705    | 48,69     |
| Miasto | 19 205 | 41,19  | 10 089  | 21,64   | 9116      | 19,55     |
| Wieś   | 27 422 | 58,81  | 13 833  | 29,67   | 13 589    | 29,14     |

▶Wieś vs ▶miasto
Ogółem (▶k, ▶m)
Miasto (▶k, ▶m)
Wieś (▶k, ▶m)

## Media
W powiecie ukazuje się tygodnik „Gazeta Lokalna Kutna i Regionu”

## Starostowie gostynińscy
- Ryszard Górniak (1999–2002) (PSL)
- Jan Baranowski (2002–2007, 2007–2014) (PSL)
- Tomasz Matuszewski (2014–2018) (PSL)
- Arkadiusz Boruszewski (2018-2024) (PSL)
- Andrzej Krzewicki (od 2024) (PIS)[6]

## Sąsiednie powiaty
- powiat płocki
- powiat sochaczewski
- powiat kutnowski (łódzkie)
- powiat łowicki (łódzkie)
- powiat włocławski (kujawsko-pomorskie)